# Bingen Fernández
Bingen Fernández Bustinza (Bermeo, 15 december 1972) is een voormalig Spaans wielrenner en wielerploegleider.

## Carrière
Hij won in zijn lange loopbaan nooit een wedstrijd. Wel won hij in 1999 het bergklassement in de Ronde van La Rioja. Zijn beste prestaties behaalde hij in Spaanse provinciale rondes. Daarin werd hij onder andere vijfde in de Ruta del Sol (1997), vierde in de Ronde van het Baskenland (2000), derde in de Ronde van Aragon, zevende in de Catalaanse week (2001), vijfde in de rondes van Aragon en Asturië (2001), vierde in de Ronde van Aragon (2002) en tiende in de Ronde van Valencia (2004).
In zijn carrière heeft hij altijd geknecht voor zijn kopmannen, onder wie Sylvain Chavanel, Maxime Monfort, David Moncoutié, Luis Pérez Rodríguez, Stuart O'Grady, Andrei Kivilev, Iban Mayo en Haimar Zubeldia.
Tijdens de laatste etappe van de Ronde van Spanje van 2009 maakte de ploegleiding van Cofidis bekend dat dat zijn laatste wedstrijd was en dat hij ploegleider zou worden bij Team Garmin. Hij reed ter plekke enige tijd voor het peloton uit door de straten van Madrid, waarbij hij als eerste over de finishstreep van een van de ronden van het plaatselijke circuit reed, zodat hij toch nog eens die eer ontving. De etappe werd uiteindelijk gewonnen door André Greipel en Fernández finishte gewoontegetrouw in de middenmoot.
Anno 2017 is hij ploegleider bij Team Dimension Data.

## Resultaten in voornaamste wedstrijden
| Jaar | Ronde van Italië | Ronde van Frankrijk | Ronde van Spanje |
| ---- | ---------------- | ------------------- | ---------------- |
| 1998 |                  |                     | opgave           |
| 2001 |                  |                     | 50e              |
| 2002 |                  | 79e                 | 87e              |
| 2003 |                  |                     | 85e              |
| 2004 |                  |                     | 67e              |
| 2005 |                  |                     | 33e              |
| 2006 |                  |                     | 85e              |
| 2007 | 29e              |                     | 68e              |
| 2008 | opgave           |                     | 87e              |
| 2009 |                  | 105e                | 58e              |

| Jaar | Milaan-San Remo | Amstel Gold Race | Luik-Bast.‑Luik | Ronde van Lombardije |
| ---- | --------------- | ---------------- | --------------- | -------------------- |
| 1998 |                 |                  |                 |                      |
| 2001 | 116e            |                  |                 |                      |
| 2002 |                 |                  |                 |                      |
| 2003 |                 |                  |                 |                      |
| 2004 | 53e             |                  |                 |                      |
| 2005 |                 | 109e             | 80e             | 17e                  |
| 2006 |                 |                  |                 |                      |
| 2007 |                 | 77e              | 107e            |                      |
| 2008 |                 |                  |                 |                      |
| 2009 | 115e            | 106e             |                 |                      |